# رابطة العالم الإسلامي
رابطة العالم الإسلامي، منظمة إسلامية عالمية جامعة مقرها مكة المكرمة بـالمملكة العربية السعودية تقوم بالدعوة للإسلام وشرح مبادئه وتعاليمه، تأسست عام 1962.

## نشأتها
أنشئت بموجب قرار صدر عن مؤتمر العالم الإسلامي الذي عقـد بمكة المكرمة في 14 ذو الحجة 1381 هـ الموافق 18 مايو 1962م.، وقد روعي اختيار أعضاء المجلس التأسيسي للرابطة بأن يمثل مختلف الشعوب الإسلامية بالعلماء الذين يترأسون على القطاعات الإسلامية في بلادهم، كما وضع المؤتمر صيغة مبدئية تكون نواة لنظام الرابطة، والذي تم رسمياً في المؤتمر الإسلامي للعام الثاني الذي عُقد في مكة المكرمة في الخامس عشر من شهر ذي الحجة 1384هـ/ الموافق السابع عشر من أبريل 1965م.
وتستخدم في سبيل تحقيق أهدافها الوسائل التي لا تتعارض مع أحكام الشريعة الإسلامية.
وتمثل الرابطة في كل من:
- هيئة الأمم المتحدة بصفة عضو مراقب بالمجلس الاقتصادي والاجتماعي بين المنظمات الدولية غير الحكومية ذات الوضع الاستشاري.[4]
- منظمة التعاون الإسلامي بصفة مراقب؛ تحضر مؤتمرات القمة، ومؤتمرات وزراء الخارجية، وجميع مؤتمرات المنظمة.
- منظمة الأمم المتحدة للتربية والعلم والثقافة (اليونسكو) بصفة عضو.[4]
- منظمة الطفل العالمية (اليونيسيف) بصفة عضو.[4]
- المجلس الإسلامي العالمي للدعوة والإغاثة IICDR بصفة عضو.
- المجلس الأعلى للشؤون الإسلامية بصفة عضو.

## مقر الرابطة الرئيس
تقع الرابطة في مكة المكرمة على أرض تبلغ مساحتها 53000 متر مربع، ومؤلف من مبنى في خمسة أدوار للمكاتب الإدارية، ومواقف السيارات، ومبنى للمؤتمرات، ومسجد، ومكتبة، ومستودعات، وهو هدية من الملك فهد رحمهُ الله.

## الأمانة العامة
هي الجهاز التنفيذي للرابطة، وتعمل على الإشراف المباشر على الأعمال والأنشطة، ويتولى الأمين العام بمساعدة الأمناء وموظفي الرابطة ومنسوبيها تنفيذ الخطط والتوجيهات الصادرة من المجلس الأعلى، ومقرها مكة المكرمة.

## مجالس الرابطة

### مؤتمر العالم الإسلامي
المؤتمر الإسلامي العام أعلى هيئة تشريعية ويتكون من مجموعة من كبار دعاة الإسلام يجتمعون للنظر في القضايا الإسلامية الكبرى والعمل على حل مشكلات المسلمين وتحقيق مصالحهم.
انعقد المؤتمر الإسلامي العام عدة مرات:
- المؤتمر الإسلامي العام الأول في عام 1381 هـ الموافق 1962 م وتأسست الرابطة بناء على قراره.
- المؤتمر الإسلامي العام الثاني في عام 1384 هـ الموافق 1965 م.
- المؤتمر الإسلامي العام الثالث في عام 1408 هـ الموافق 1987 م الذي كان من أهم توصياته ضرورة الايمان بقدسية الحرمين الشريفين وتعظيم مكة المكرمة والأشهر الحرم وشعائر الحج وأن أمن الحرمين أمر منوط بمن يلي أمرها من المسلمين.
- المؤتمر الإسلامي العام الرابع عقد في سنه 1423 هـ الموافق 2002 م وأصدر المؤتمر ميثاق مكة للعمل الإسلامي واصدر بيان بشان فلسطين واصدر قرار بتكوين هيئة عليا للتنسيق وملتقى عالمي للعلماء والمفكرين المسلمين..

### المجلس التأسيسي
المجلس التأسيسي هو السلطة العليا في الرابطة التي تعتمد كافة الخطط التي تتبناها الأمانة العامة للرابطة.
ويتكون المجلس التأسيسي لرابطة العالم الإسلامي من (60) عضوا، يمثلون الشعوب والأقليات المسلمة ويعينون بقرار من المجلس.

### المجلس الأعلى العالمي للمساجد
المجلس الأعلى العالمي للمساجد هيئة اعتبارية، يؤدي ما يقوم بتفعيل عمارة المسجد وترشيدها، بحيث يعود المسجد منطلقا حيويّاً لجميع ما يتعلق بحياة المسلمين الدينية والدنيوية، ويؤدي وظيفته التي كان يقوم بها في صدر الإسلام. وحماية المساجد والأوقاف الإسلامية من الاعتداء عليها وعلى ممتلكاتها، والمحافظة على قدسيتها وطهارتها، وصيانتها، والعناية بها.
ويتكون من (40) عضواً يمثلون الشعوب والمجتمعات الإسلامية في العالم، والعمل به يكون تطوعي لايتقاضي اعضاؤه علي راتبا أو مكافاة.

## أهداف الرابطة
- تبليغ رسالة الإسلام ونشرها في جميع انحاء العالم.
- شرح مبادئ الإسلام وتعاليمه.
- دحض المفتريات والشبهات عن الإسلام.
- دعم التضامن الإسلامي.
- خدمة قضايا العالم الإسلامي.[7]

## تمثيل الرابطة
تمثل الرابطة في كل من:
منظمة المؤتمر الإسلامي بصفة عضو مراقب؛ تحضر مؤتمرات القمة، ومؤتمرات وزراء الخارجية ومؤتمراتها
هيئة الأمم المتحدة بصفة عضو مراقب للمجلس الاقتصادي والاجتماعي بين المنظمات الدولية غير الحكومية ذات الوضع الاستشاري ومنظماتها مثل: منظمة التربية والتعليم والثقافة (اليونسكو)بصفة عضو، ومنظمة الطفل العالمية (اليونيسيف)بصفة عضو.

## الهيئات التي تتبع الرابطة

### المجمع الفقهي الإسلامي
وهو عبارة عن هيئة علمية إسلامية ذات شخصية اعتبارية مستقلة، داخل إطار رابطة العالم الإسلامي، مكونة من مجموعة مختارة من فقهاء الأمة الإسلامية وعلمائها. تتلخص أهداف تأسيس المجمع في دراسة ما يستجد من قضايا في العالم مما يحتاج إلى نظر من العلماء، سواء كان ذلك داخل البلدان الإسلامية، أو في البلدان غير الإسلامية التي تعيش فيها أقليات مسلمة، من إجابات شرعية على النوازل والقضايا الجديدة.
يتكون مجلس المجمع الفقهي من 24 عضوا بما فيهم الرئيس ونائبه، والعمل فيه تطوعي لا يتقاضى أعضاؤه عنه راتبا أو مكافأة.

### الهيئة العالمية للكتاب والسنة
هيئة منبثقة من رابطة العالم الإسلامي، عالمية الأداء ذات شخصية اعتبارية مستقلة، تقوم بخدمة القرآن الكريم وتعميم تحفيظه وتجويد أدائه، وتسعى لإظهار أوجه الإعجاز العلمي في القرآن والسنة والعمل على نشرها في العالم، والتعريف برسول الرحمة محمد صلى الله عليه وسلم وسنته ونصرته وتصحيح المغالطات التي تستهدفه. أنشئت بقرار المجلس الأعلى للرابطة في دورته السادسة والثلاثين المعقودة في مكة المكرمة في الفترة من (4 – 6 شعبان 1421هـ) وعُّدل اسمها بقرار من المجلس التنفيذي للمجلس الأعلى لرابطة العالم الإسلامي بتاريخ 2 رمضان 1438هـ ليكون اسمها الهيئة العالمية للكتاب والسنة.

### الهيئة العالمية للعلماء المسلمين
هي إحدى هيئات رابطة العالم الإسلامي ذات شخصية اعتبارية مستقلة، نشأت تنفيذا لقرار المؤتمر الإسلامي العام الرابع الذي عقد في مكة المكرمة عام 1423هـ، تضم نخبة متميزة من علماء المسلمين من مختلف البلاد، تعمل على توحيد كلمة علماء الأمة وتعزيز مكانتهم، وتحقيق أهدافها العليا. وتوحيد جهود العلماء، وتعزيز مكانتهم، وتوثيق الصلة بينهم، وجمع كلمة الأمة الإسلامية، والحفاظ على هويتها، وبناء الشراكات الإستراتيجية الفعالة مع الشعوب والمنظمات الدولية، وإيجاد الحلول لمواجة التحديات المعاصرة.

### الهيئة العالمية للإغاثة والرعاية والتنمية
هي واحدة من ثمار خير المملكة العربية السعودية اليانعة، وهي تقدم خدماتها المتنوعة من إغاثية إلى تعليمية، واجتماعية، وصحية، وتنموية في معظم دول العالم عبر مكاتبها وممثليها في 95 دولة. والهيئة منظمة خيرية إسلامية منبثقة عن رابطة العالم الإسلامي، عالمية الأداء تتعاون مع المحسنين لتقديم تبرعاتهم لإخوانهم المحتاجين والمنكوبين في العالم. وإلى جانب عملها الإغاثي تعنى الهيئة بكفالة الأيتام ونشر الدعوة وبناء المساجد والمدارس ومراكز التعليم والتدريب المهني وحفر الآبار. وتعد الهيئة عضواً فعالاً في منظومة الإغاثة الدولية مما أكسبها ثقة منظمات الأمم المتحدة العاملة في مجال الإغاثة لتخصها بالإشراف على تنفيذ برامجها في كثير من دول العالم ومناطق الكوارث.

## إصدارات الرابطة
يصدر عن الرابطة عدد من المجلات والصحف وهي:
- صحيفة معاد
- مجلة الرابطة العربية: صدرت بمكة المكرمة، في شهر ربيع الأول من عام 1372هـ/1952م، وقد صدر العدد الأول من المجلة في ربيع الأول من عام 1383هـ/يوليو 1963م بمقاس 24×18سم، و64 صفحة، 43 منها باللغة العربية و21 صفحة باللغة الأخرى، وقد تزين غلاف المجلة بصورة المسجد الحرام، وتتوسطه الكعبة المشرفة، وقد كُتب اسم المجلة «رابطة العالم الإسلامي» في أعلى الغلاف الملون، وتحته كُتب «مجلة شهرية..تصدر بمكة المكرمة..» ويحيط بعنوان المجلة مربعان الأول وكُتب فيه «أصحاب الامتياز: رابطة العالم الإسلامي..رئيس التحرير المسؤول حسين عبد الله سراج» والمربع الثاني كُتب فيه العنوان، الرسائل، والتحاويل باسم رئيس التحرير..رابطة العالم الإسلامي، واشتمل العدد على المواضع التالية:

- هذه الرابطة - بقلم الشيخ محمد بن إبراهيم آل الشيخ.
- كلمة العدد - بقلم الشيخ محمد سرور الصبان.
- مولد محمد ﷺ.
- ميثاق الرابطة.
- خطاب رابطة العالم الإسلامي إلى ملوك ورؤساء الدول الإسلامية.
- عبادة النفس أوهى وأمر من القنبلة الذرية - بقلم الأستاذ أبي الحسن علي الحسيني الندوي.
- من معاني القرآن الكريم - بقلم: الدكتورة بنت الشاطئ
- تلبية وابتهال «قصيدة» شعر أحمد بن إبراهيم الغزاوي.
- في ذكرى مولد النبي ﷺ «قصيدة» للشاعر الملهم: جورج نقولا عطية.
- ابدأوا بما بدأ الله - بقلم: علال الفارسي.
- إسلامي: بقلم: الحاج عمر ميتا الرئيس السابق للمنظمة اليابانية الإسلامية.
- الإسلام دين الأخلاق- بقلم: الشيخ أحمد البشير الطيب.
- في حفر بئر زمزم.
- حديث الجمعية لفضيلة الشيخ عبدالله خياط.
- المسلمون في الكونغو.
- رابطة العالم الإسلامي وأهميتها اليوم للعالم الإسلامي- بقلم: عبد القدوس الأنصاري.
- شخصيات إسلامية- موسى بن نصير- بقلم الكاتبة السعودية: ن-س.
- مجلة الرابطة الإنجليزية
- مجلة كلمة

## المؤتمرات

### مؤتمرات الأمانة العامة
- مؤتمر قيم الوسطية والاعتدال في نصوص الكتاب والسنة واللقاء تأسيسي لإعلان وثيقة مكة
- مؤتمر الوحدة الإسلامية
- مؤتمر الرحمة والسعة في الإسلام
- مؤتمر الوسطية والرحمة في الإسلام نصوص ووقائع
- مؤتمر الجاليات المسلمة في البلدان غير المسلمة حقوق وواجبات[15]

### مؤتمرات الرابطة الخارجية
- قمة القيادة المسؤولة
- مؤتمر الإسلام رسالة الرحمة والسلام
- مؤتمر التواصل الحضاري الثاني بين العالم الإسلامي وأمريكا
- مؤتمر الإسلام ورسالة السلام
- مؤتمر الغذاء الحلال وأساليب الاحتيال المضللة لبعض الاستهلاك الإسلامي
- مؤتمر التسامح في الإسلام[16]

### مؤتمرات شاركت بها الرابطة
- المؤتمر العالمي حول الاعتدال والسلام في السيرة النبوية
- منتدى تعزيز السلم في المجتمعات المسلمة
- الاجتماع العالمي للقمة الدينية
- مؤتمر الأزهر للسلام[17]

## أمناء الرابطة
- محمد بن عبد الكريم العيسى - الفترة: 11-08-2016 إلى الحاضر.[18]
- عبد الله بن عبد المحسن التركي - الفترة: 5-11-2000 إلى 8-08-2016.
- عبد الله بن صالح العبيد - الفترة: 12-01-1996 إلى 4-11-2000.
- أحمد محمد علي - الفترة: 13-02-1994 إلى 2-12-1995.
- عبد الله بن عمر نصيف - الفترة: 22-06-1983 إلى 12-02-1994.
- محمد بن علي الحركان - الفترة: 8-04-1976 إلى 19-06-1983.
- محمد صالح قزاز - الفترة: 14-05-1972 إلى 6-04-1976.
- محمد سرور الصبان - الفترة: 31-08-1962 إلى 5-06-1970.

## مكاتب رابطة العالم الإسلامي في العالم
- مكتب رابطة العالم الإسلامي في الأردن
- مكتب رابطة العالم الإسلامي في إندونيسيا
- مكتب رابطة العالم الإسلامي في ترينداد
- مكتب رابطة العالم الإسلامي في الغابون
- مكتب رابطة العالم الإسلامي في الدنمارك
- مكتب رابطة العالم الإسلامي في الكنغو
- مكتب رابطة العالم الإسلامي في ماليزيا
- مكتب رابطة العالم الإسلامي في موريتانيا
- مكتب رابطة العالم الإسلامي في موريشس
- مكتب رابطة العالم الإسلامي في أمريكا وكندا
- مكتب رابطة العالم الإسلامي في المملكة العربية السعودية الرياض - جدة - المدينة المنورة
- مكتب رابطة العالم الإسلامي في السنغال
- مكتب رابطة العالم الإسلامي في سويسرا.[19]
- مكتب رابطة العالم الاسلامي في بريطانيا لندن.

## وصلات خارجية
- الموقع الرسمي لرابطة العالم الإسلامي
- صحيفة سبق الإلكترونية - تعيين د.العيسى أمين عام للرابطة
- جريدة الحياة - الرابطة تحذر من «جهات» تنتحل اسمها
- مشاركة الرابطة في لجان الأمم المتحدة